# Psectrocladius formosae
Psectrocladius formosae är en tvåvingeart som beskrevs av Jean-Jacques Kieffer 1922. Psectrocladius formosae ingår i släktet Psectrocladius och familjen fjädermyggor.
Artens utbredningsområde är Taiwan. Inga underarter finns listade i Catalogue of Life.